# Oxyanthus bremekampii
Oxyanthus bremekampii är en måreväxtart som beskrevs av Alberto Judice Leote Cavaco. Oxyanthus bremekampii ingår i släktet Oxyanthus och familjen måreväxter. Inga underarter finns listade i Catalogue of Life.